# Tibiozus armatus
Tibiozus armatus är en mångfotingart som beskrevs av Carl Graf Attems 1950. Tibiozus armatus ingår i släktet Tibiozus och familjen Spirostreptidae. Inga underarter finns listade i Catalogue of Life.